# Kivuiops
Kivuiops is een geslacht van haften (Ephemeroptera) uit de familie Baetidae.

## Soorten
Het geslacht Kivuiops omvat de volgende soorten:
- Kivuiops elgonensis
- Kivuiops elouardi
- Kivuiops insuetum
- Kivuiops munyagae